# Gnathothlibus meeki
Espèce
Gnathothlibus meeki est une espèce de papillons de la famille des Sphingidae, sous-famille des Macroglossinae, de la tribu des Macroglossini et du genre Gnathothlibus . 

## Description
La coloration de base varie beaucoup. Il existe des spécimens très sombres et la couleur de la face dorsale de l'aile antérieure peut varier du brun au vert olive.

## Répartition et habitat
Répartition
L’espèce se rencontre en Papouasie-Nouvelle-Guinée surtout dans les zones montagneuses.

## Systématique
L'espèce Gnathothlibus meeki a été décrite par les entomologistes Rothschild & Jordan en 1907, sous le nom initial de Chromis meeki.

### Synonymie
- Chromis meeki Rothschild & Jordan, 1907 Protonyme